# Cabinteely
Cabinteely (irl. Cabán tSíle) – przedmieście Dublina, stolicy Irlandii, leżące w hrabstwie Dún Laoghaire-Rathdown, liczące 12 698 mieszkańców (2006).